# 볼쇼이우수리스키섬

볼쇼이우수리스키섬 지역(붉은 색)과 국경(검은 선): 국경 서쪽은 중국 영토이고, 동쪽은 러시아 영토이다.

볼쇼이우수리스키섬(러시아어: о́стров Большо́й Уссури́йский) 또는 헤이샤쯔섬(흑할자도, 중국어 간체자: 黑瞎子岛, 정체자: 黑瞎子島, 병음: Hēixiāzi Dǎo)은 2008년부터 러시아와 중국이 분할하여 차지하고 있는 섬이다. 중국의 최동단으로, 우수리강과 아무르강(헤이룽강, 黑龍江)의 합수 지점에 있다.
인룽섬(은룡도, 중국어 간체자: 银龙岛, 정체자: 銀龍島, 병음: Yínlóng Dǎo, 러시아어: о́стров Тараба́ров(타라바로프섬)) 등 90여 개의 인근 섬들을 포함한 이 지역의 총 면적은 347 km2로, 인룽섬을 포함한 이 섬의 서부 174 km2는 중국 헤이룽장성(黑龍江省) 자무쓰시(佳木斯市) 푸위안시(撫遠市)에 속하며, 동부는 러시아 하바롭스크 지방에 속한다.
볼쇼이우수리스키섬(헤이샤쯔섬)은 2004년까지 러시아와 중국의 국경 분쟁 지역이었다. 1929년부터 소련이 이 섬 전체를 차지하였지만, 중국은 이 섬을 중국의 영토라고 주장하였다.
2004년 10월 14일에 러시아와 중국은 섬의 서부는 중국 영토로, 동부는 러시아 영토로 정하는 국경조약을 체결하였고, 4년의 준비를 거쳐 2008년 10월 14일에 섬을 동·서로 양분해 영토 분쟁을 종결지었다.

## 같이 보기
- 중소 국경 분쟁
- 전바오섬(珍寶島(진보도), 러시아 명: 다만스키섬)
- 강동육십사둔
- 탕누우량하이